# UTC+14:00

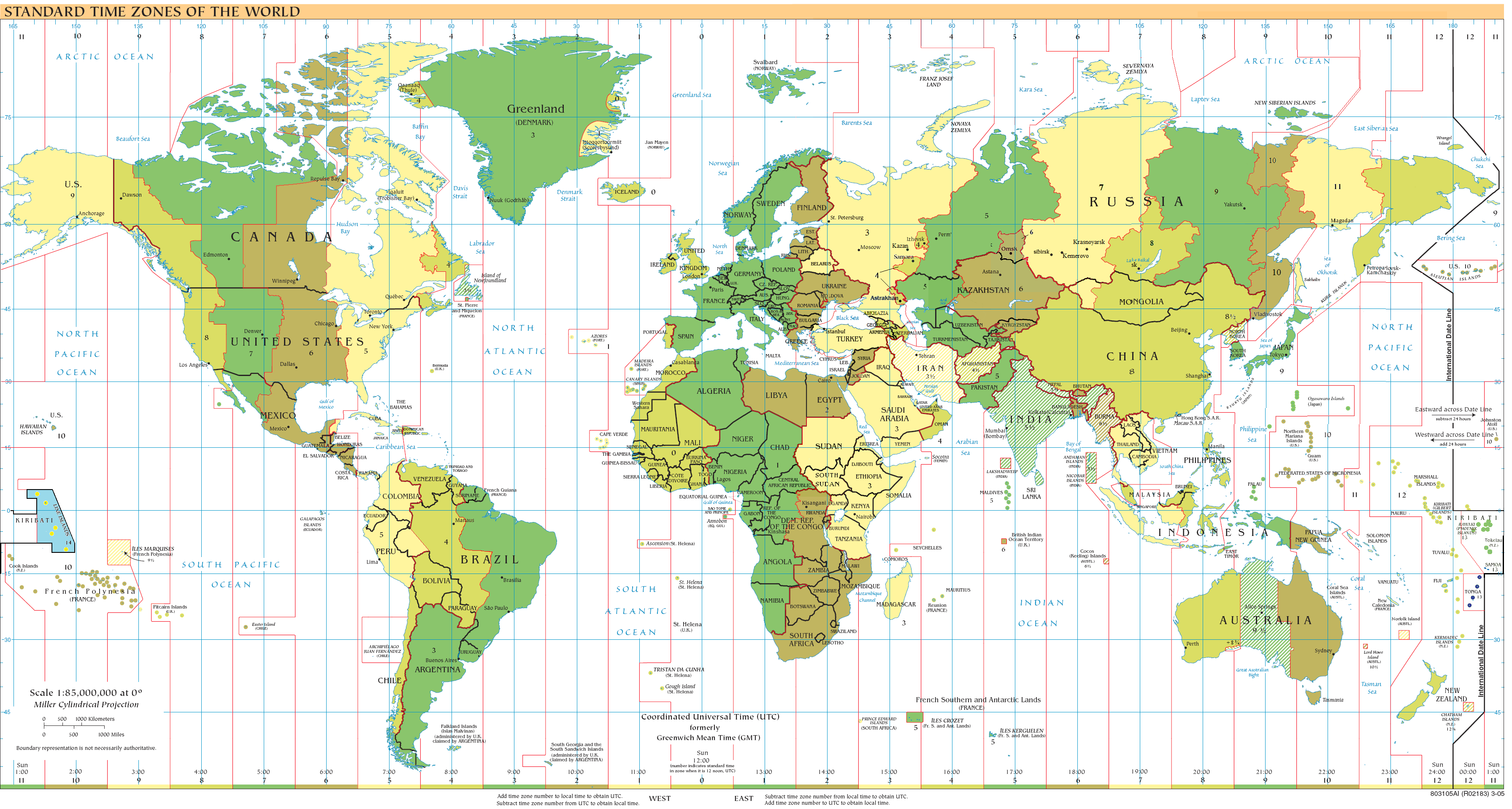
Az UTC+14 területei:

Az UTC+14:00 egy időeltolódás, amely 14 órával van előrébb az egyezményes koordinált világidőtől (UTC). Ez a legmagasabb időeltolódás, itt ünneplik először az újévet.

## Alap időzónaként használó területek (egész évben)

### Óceánia
- Kiribati
  - Line-szigetek, benne Kiritimatival

## Nyári időszámításként használó területek (a déli félteke nyarain)

### Óceánia
- Szamoa
- Tonga

## Történelmi változások
Kiribati egy változást vezetett be az ország keleti felén 1995. január 1-én. Az UTC–11 és UTC–10 időeltolódásokat UTC+13-má és UTC+14-gyé változtatta a területén, így elkerülve, hogy a nemzetközi dátumválasztó vonal átszelje az országot. Ezelőtt az UTC+14 időeltolódás nem létezett. Mint egy brit kolónia, Kiribati központja a Gilbert-szigeteken volt, a régi dátumválasztó nyugati felén. A távoli Phoenix- és Line-szigetek a dátumvonal másik oldalán voltak. A kormányirodák az ellenkező oldalakon rádióval vagy telefonnal csak a hét négy napján tudtak kommunikálni, amikor mindenhol egyidejűleg hétköznap volt. 
Kiribati lépése tulajdonképpen azt jelentette, hogy a dátumvonalat kelet felé mozgatták az ország körül, így a Line-szigetekhez tartozó Kiritimatin a világon korábban kezdődött el a 2000. év, mint bármely másik országban. Ezt Kiribati kormánya igyekszik kihasználni, mivel a sziget így egy potenciális turisztikai célpont.
Tonga 1999-től 2002-ig nyári időszámításként használta az UTC+14-et, ebből adódóan a kiribati Line-szigetekkel együtt ünnepelte a 2000-es év kezdetét.
2011. december 29. végén (UTC–10 szerint) Szamoa megváltoztatta alap időeltolódását UTC–11-ről UTC+13-ra (és nyári időeltolódását UTC–10-ről UTC+14-re), így mozgatva a dátumválasztót az ország másik felére.

## Időzónák ebben az időeltolódásban
| Időzóna neve angolul | Időzóna neve magyarul | Időzóna rövidítése |
| -------------------- | --------------------- | ------------------ |
| Line Islands Time    | Line-szigeteki idő    | LINT               |
| Tonga Summer Time    | Tongai nyári idő      | TOST               |
| West Samoa Time      | Kelet-szamoai idő     | WST                |

## Fordítás
Ez a szócikk részben vagy egészben  az   UTC+14:00 című angol Wikipédia-szócikk ezen változatának fordításán alapul.  Az eredeti cikk szerkesztőit annak laptörténete sorolja fel. Ez a jelzés csupán a megfogalmazás eredetét és a szerzői jogokat jelzi, nem szolgál a cikkben szereplő információk forrásmegjelöléseként.

## Kapcsolódó szócikk
- UTC−12:00: itt ünneplik utoljára az újévet